# Kritisk realisme
Kritisk realisme er en videnskabsteoretisk position. Den er et opgør med både postmodernismen og positivismen og lægger sig derimellem. Dens ledende skikkelse er Roy Bhaskar der har skrevet hovedværket i kritisk realisme A Realist Theory of Science.

## Niveauer i den Kritiske realisme
Den kritiske realisme konstitueres af verdens to niveauer: Det intransitive over for det transitive. Hvor det intransitive referer til den realistiske ontologi, der består af verden, som den findes uafhængigt af erkendelsen af den, referer den transitive niveau til sfæren, hvor verden erkendes.:280-281  Denne dualistiske adskillelse mellem verden uafhængigt af menneskets erkendelse og verden, som den fremstår for os, deler den Kritiske realisme med mange andre videnskabsteoretiske positioner. Ofte anvendes begreberne ontologi og epistemologi til at bettegne de filosofiske spørgsmål vedrørende hhv. det værende og erkendelsen heraf.:4-5 

### Det intransitive niveau
Det intransitive er i den kritiske realismes ontologiske verden. Det er en objektiv, realistisk virkelighed, som findes uafhængigt af menneskets erfaring. Det er denne, man forsøger at beskrive, når man udøver kritisk realistisk videnskab.
I den henseende lægger den sig op ad positivismen og andre positioner med realistiske ontologiske opfattelser, men de kritiske realister argumenterer er det intransitive niveau en dybere end som så. Hvor positivismen er stringent empirisk funderet, og alle sande videnskabelige udsagn må ifølge positivismen kunne verificeres ved empirisk at teste virkeligheden. Den kritiske realisme kritiserer derimod denne snævre ontologiske opfattelse, fordi man med et udelukkende empirisk fokus overser de dybere og bagvedliggende kræfter, som er med til at strukturere verden. Ligesom Marxismen medtager den kritisk realisme en slags overbygning.:281  Et eksempel på dette er tyngdekraften. Hvis man holder en kuglepen i luften og slipper den, vil den selvfølgelig falde ned på grund af jordens og kuglepennens tiltrækningen, men tyngdekraften er ikke empirisk. Den kan ikke tages og måles på, og den kan ikke sanses. Den kan derimod kun opstå som begreb igennem teoretisering. Man kan ikke måle tyngdekraften i sig selv, og man må nøjes med at observere, hvordan den influerer de empiriske fremtrædelsesformer, for så at slutte sig til kraften i sig selv.
På den måde ridser filosoffen Roy Bhaskar i sin bog The Possibility of Naturalism fra 1979 den kritiske realismes tre domæner op: For det første findes det empiriske domæne, som rummer alt det, der er målt, observeret og erfaret. For det andet findes det faktiske domæne, som udover fænomenerne, der erfares, også rummer alle fænomenerne, der ikke erfares. Det faktiske domæne dækker således over alle fænomener uanset om de aktuelt bliver oplevet eller ej. De empiriske og faktiske domæner udgør tilsammen den kritiske realismes flade ontologi. På den anden side står det dybe eller reelle domæne, der dækker over ikke observerbare mekanismer.:281-282 
Virkeligheden er yderligere niveaudelt, dvs. at strukturerne og mekanismerne er hierarkisk opdelt. Eksempelvis eksisterer sociale strukturer kun pga. de fysiske, hvilket gør at det fysiske spiller ind på det sociale, men det sociale har også sine egne uafhængige strukturer der går langt udover det fysiske. Man kan i billedlig forstand tale om isbjerget, hvoraf det kun er en lille del af den totale entitet som umiddelbart er synlig for os. Resultater der sker på det faktiske plan, det som vi erfarer, bliver derfor så vilkårlige, at de ikke kan forudses, men derimod forklares. Vi må gå fra overflade til dybde, ikke se på dybden og vurdere hvilken overflade denne har.

### Det transitive niveau
Den anden del af begrebsparret kaldes det transitive, og er den sfære man normalt kalder epistemologi. Al dannelse af viden skabes inden for den sociale sfære og dvs. at den bygger viden på eksisterende viden, samt er produkt af noget der ikke nødvendigvis er i overensstemmelse med realiteten. Al vidensdannelse tager derfor udgangspunkt i den intransitive sfære, men må gennemgå den transitive for at blive behandlet, hvilket alt andet lige skaber en usikker viden. Derfor er det umuligt at gengive sandheden fuldstændigt. Til gengæld tror kritiske realister på den rationelle dømmekraft, og at man derfor kan vurdere hvorvidt forskellige udsagn giver mening eller ej. Man kan ved brug af logisk argumentation og teoretisering komme tæt på sandheden, men det vil aldrig være muligt at være sikker på, om man har fundet den.

## Metodologi
Den grundlæggende argument i den kritiske realisme er, at virkeligheden er uendelig kompleks. Det er den både fordi, man har øje for de strukturerende mekanismer, der finder sted i det dybe domæne, men også fordi, man diskuterer alle objekters såkaldte kausale potentialer. Man antager at alle objekter - fysisk som psykologiske - har en række potentialer. Det skal forstås som handlinger eller egenskaber, der kan udløses.:283  Eksempelvis kunne en bil bryde sammen, men den kunne også lade være. Et land kunne gå i krig med et andet, men det kunne også lade være. Et menneske kunne vælge at begå kriminalitet, men det kunne også lade være. Den kritiske realisme fastholder en vis grad af agens og tillægger således (i hvert fald de psykologiske) en grad af fri vilje, men på samme tid tillægger den kritiske realisme strukturer en markant position i forklaringen af menneskelig adfærd.
På den måde bryder den kritiske realisme med den traditionelle aktør-struktur-dualisme, der har opdelt sociologien i to fløje, hvor den ene gruppe har tillagt strukturer den afgørende funktion, mens den anden gruppe har fokuseret på det enkelte menneskes bevidsthed. Det har resulteret i en opdeling mellem den metodologiske kollektivisme, hvor svarene på menneskers adfærd findes i det kollektive, dvs. uden om det enkelte menneske, og den metodologiske individualisme, hvor man udelukkende undersøger individet selv. Roy Bhaskar fastholder imidlertid, at aktører og strukturer er radikalt forskellige ting, men kan ikke forstås uden hinanden, og forklaringer må tage udgangspunkt i en forståelse af begge forhold.:292  Den britiske sociolog Margaret Archer har videreført dette argument med den morfogenetiske tilgang.
Den kritiske realisme tror på en niveaudelt virkelighed, og aktør-struktur-dualismen behandler de som en sådan slags niveauforskel. Strukturerne er nødvendige for den sociale aktør, men konstituerer ikke aktøren, den giver aktøren visse muligheder og visse begrænsninger, men overlader også noget op til aktøren selv.

### Metodik
Den kritiske realismes metode baserer på dens ontologiske udgangspunkt. Det videnskabelige ideal handler om at gå fra at erfare fænomener i det faktiske domæne til at finde ud af hvilke mekanismer strukturer m.v. der har udløst, blokeret eller modificeret dette fænomen i det dybe domæne. På den måde vil man gå i dybden og klarlægge niveaudelingen på det virkelige plan mellem strukturerne.
I praksis bliver meget kritisk realistisk forskning lavet med metoden abduktion også kaldet retroduktion. Her er ønsket at slutte sig frem til den mest sandsynlige forklaring på et fænomen. Først opstiller man en lang række mulige hypoteser, for så med brug af logiske deduktioner at slutte sig til forklaringen, der bedst kan forklare fænomenet. For at kunne  slutte sig frem til dette, er man desuden afhængig af at abstrahere, hvilket skal forstås på samme måde som det naturvidenskabelige eksperiment, hvor man holder alle variable konstante med én undtagelse for at kunne måle effekten af netop denne variabel. I den kritiske realisme er virkeligheden kompleks og et "åbent system", hvilket umuliggør eksperimenter, som forsimpler det sociale. Derfor må man ved hjælp af tanken og logikken forsøge at tænke sig til en forklaring, der tager højde for de forskellige variabler.:304-305 

## Viden, magt og Postmodernisme
Kritisk realisme har sidst men ikke mindst et specielt forhold til postmodernismen og deres forhold til viden og magt. For postmodernisten er viden produceret af magt, hvilket den kritiske realist ikke er fremmed for, da vedkommende ser videnskab som produceret af sociale relationer. Den kritiske realisme mener dog stadig at videnskaben er nødvendig, da den også kan være og bør være et kritisk redskab, og stå i opposition til magten, og være med til at skabe en bedre verden. Videnskab er dermed også en etisk og politisk fordring for en kritisk realist.